# Fredrik Christian Lindeman
Fredrik Christian Lindeman (4. december 1803 i Trondhjem - 29. juli 1868 sammesteds) vaer en norsk organist, søn af Ole Andreas Lindeman. 
Sin musikalske uddannelse fik han af faderen. Han blev student, ansattes som religionslærer ved Døvstummeinstituttet i Trondhjem 
og blev senere tillige organist ved Hospitalskirken. Efter faderens død blev han dennes efterfølger som organist ved Vor Frue Kirke. Han var en begavet musiker, i besiddelse af grundige teoretiske kundskaber, og var navnlig kendt for sin tekniske dygtighed som orgelspiller og evne til at improvisere. Kompositioner har han ikke efterladt sig.